# Thomas Keneally
Thomas Michael Keneally (Sídney, 7 de octubre de 1935) es un escritor australiano, autor de la novela El arca de Schindler, que fue adaptada al cine en la película de Steven Spielberg, La lista de Schindler.

## Biografía
Nacido en Sídney en una familia de ascendencia irlandesa, se educó en el St. Patrick's College de Strathfield, donde se ha establecido un premio literario que lleva su nombre. Ingresó en el Seminario de San Patricio de Manly para ser sacerdote católico, pero lo abandonó antes de su ordenación. Trabajó como maestro de escuela en Sídney antes de su éxito como novelista, y fue profesor en la Universidad de Nueva Inglaterra (1968-1970).
Keneally era conocido como "Mick" hasta 1964, pero comenzó a utilizar el nombre de Thomas ya en su primera publicación, siguiendo los consejos de su editor de usar el que es realmente su primer nombre.
En 1983 fue nombrado un Oficial de la Orden de Australia (AO). Es uno de los Australian Living Treasures y a lo largo de su vida se ha destacado como un firme defensor de la República de Australia, en el sentido de la ruptura de los lazos con la monarquía británica, e incluso publicó el libro Our Republic en 1993. Varios de sus ensayos republicanos aparecen en el sitio web del Movimiento Republicano de Australia.
Keneally también ha actuado en algunas películas. Tuvo un pequeño papel en The Chant of Jimmie Blacksmith (basada en su novela) y desempeñó el papel de padre Marshall en la película de Fred Schepisi, The Devil's Playground (1976).
En marzo de 2009, el primer ministro de Australia, Kevin Rudd, regaló una copia autografiada por Keneally de su biografía de Lincoln al Presidente de los Estados Unidos Barack Obama como un regalo de Estado.

## Escritor
La mayor parte de la obra novelística de Keneally son reinterpretaciones de material histórico en las que moderniza su psicología y estilo. Este estilo es especialmente claro en El arca de Schindler y en su biografía de Abraham Lincoln, donde mediante diálogos ficticios recrea situaciones históricas.
También ha escrito guiones, memorias y libros de no ficción.

### Novelas
- The Place at Whitton (1964)
- The Fear (1965), edición revisada en 1989 como By the Line.
- Bring Larks and Heroes (1967)
- Three Cheers for the Paraclete (1968)
- The Survivor (1969)
- A Dutiful Daughter (1971)
- Blood Red, Sister Rose (1974)
- Gossip from the Forest (1975)
- Season in Purgatory (1976)
- Ned Kelly and the City of the Bees (1978)
- A Victim of the Aurora (1978)
- Passenger (1979)
- Confederates (1979)
- The Cut-Rate Kingdom (1980)
- Schindler's Ark (1982), ganadora de Premio Booker, después titulada La lista de Schindler.
- A Family Madness (1985)
- The Playmaker (1987)
- Act of Grace (1985), (bajo el pseudónimo de William Coyle)
- By the Line (1989)
- Towards Asmara (1989)
- Flying Hero Class (1991)
- Chief of Staff (1991), (bajo el pseudónimo de William Coyle)
- Woman of the Inner Sea (1993)
- Jacko (1993)
- A River Town (1995)
- Bettany's Book (2000)
- An Angel in Australia (2000), también publicada como Office of Innocence
- The Tyrant's Novel (2003)
- The Widow and Her Hero (2007)
- The People's Train (2009)
- The Daughters of Mars (2012)

### No ficción
- Moses the Law-Giver (1975)
- Outback (1983)
- Australia: Beyond the Dreamtime (1987)
- The Place Where Souls are Born: A Journey to the Southwest (1992)
- Now and in Time to Be: Ireland and the Irish (1992)
- Memoirs from a Young Republic (1993)
- The Utility Player: The Des Hasler Story (1993) Footballer Des Hasler
- Our Republic (1995)
- Homebush Boy: A Memoir (1995), autobiografía.
- The Great Shame (1998)
- American Scoundrel (2002)
- Lincoln (2003), biografía de Abraham Lincoln
- A Commonwealth of Thieves: The Improbable Birth of Australia (2005)
- Searching for Schindler: A Memoir (2007)

### Teatro
- Halloran's Little Boat (1968)
- Childermas (1968)
- An Awful Rose (1972)
- Bullie's House (1981)